# Blauwe Gerrit
Blauwe Gerrit, Blaauw Garrit of Blauwbroek is een fictief wezen dat vooral in sagen uit de Veluwe een rol speelt. Het wordt wel gezien als een aapachtig (maar onzichtbaar) plaagwezen. 
Blauwe Gerrit springt volgens de verhalen mensen op verlaten plekken op de schouders en maakt zichzelf steeds zwaarder. Als men de bewoonde wereld bereikt, is men uitgeput. Wandelaars die in een karrenspoor lopen, duwt hij aan de kant (vooral waar twee wegen of paden elkaar kruisen). Hij danst als een blauw licht door de struiken. Zijn ogen gloeien als schoteltjes. Tussen de huizen van mensen heeft hij weinig macht.
De plaaggeest doet zelden iemand kwaad, maar grijpt wel in als onrecht dreigt.

## Verhalen
De jonker van Bussloo kwam op een winteravond in de buurt van Voorst met een lege weitas. Hij ziet Hanna, de zeventienjarige dochter van een arme weduwe en grijpt haar. Hij neemt haar mee op zijn paard, maar het meisje gilt en zegt Blauwe Gerrit te zien. De jonker gelooft niet in dit soort verhalen, maar zijn paard staat schuimbekkend stil en wil niet meer voor- of achteruit. Als een visioen toont het wezen zich; de jonker en het meisje zien het spook met ogen als vurige bollen, gehuld in een wapperend lichtgevend blauw kleed. De jonker steekt met zijn wapen, maar er is slechts lucht. De jonker ontsnapt te voet, maar Blauwe Gerrit laat het paard met rust en springt op de rug van de man. De jonker stuurt Hanna op het paard naar de pastoor van Gietel, hij heeft een toverboek. Maar Hanna rijdt naar haar moeder en beiden danken God. Ze vergeten de pastoor te waarschuwen en de jonker wordt pas bij daglicht van de zware last verlost. Hij komt met angstzweet in Bussloo terug en lijkt dertig jaar ouder geworden in deze nacht. Hanna brengt het paard terug en krijgt twee handen vol goud van de jonker. Ze is verlost van de armoede.
Een molenaar nam een grote schep uit de meelzak, veel meer dan hem toekwam. De schop werd zo zwaar als lood en kon niet meer uit de zak gehaald worden. De molenaar hoorde gegrinnik en het leek alsof er iets wegging, daarna kon hij de schop weer bewegen.
Blauwe Gerrit springt op zwaarbeladen wagens, vooral bij voerlieden die te veel gedronken hebben. De kar is niet meer vooruit te krijgen.

## Achtergrond
- Het verhaal werd voor het eerst uit de volksmond opgetekend rond 1900.
- Er zijn vele versies van hetzelfde verhaal uit Gelderland bekend.
- Blauwe Gerrit is de naam die op de Veluwe gegeven wordt aan een alf (natuurgeest uit de Noordse- en Germaanse mythologie, zie ook kabouter en elf).
- In de Middeleeuwen werden alven beschreven als duivelse wezens die in het onderaardse dodenrijk of de onderwereld huisden.
- Blauwe Gerrit heeft overeenkomsten met andere kwelgeesten, zoals de Ossaert, Flodder, Lange Wapper en Kludde.
- Zie ook Glüende Gerrit, spookt in Woeste Hoeve.
- Ook in de Kempen is een soortgelijke verschijning, de Gloeiige.